# Список об'єктів, названих на честь Пуанкаре
Наступне було названо на честь Анрі Пуанкаре (фр. Jules Henri Poincaré; 1854—1912) — французького математика, фізика, філософа і теоретика науки:
- Гіпотеза Пуанкаре
- Сфера Пуанкаре
- Теорема Пуанкаре
- Теорема Пуанкаре — Бендиксона
- Перетин Пуанкаре
- Двоїстість Пуанкаре
- Теорема Пуанкаре про векторне поле
- Група Пуанкаре
- Характеристика Ейлера—Пуанкаре
- Університет Анрі Пуанкаре Нансі I
- 2021 Пуанкаре — астероїд головного поясу